# Lione Pascoli
Lione Pascoli (* 3. Mai 1674 in Perugia; † 30. Juli 1744 in Rom) war ein italienischer Schriftsteller und Kunstsammler.

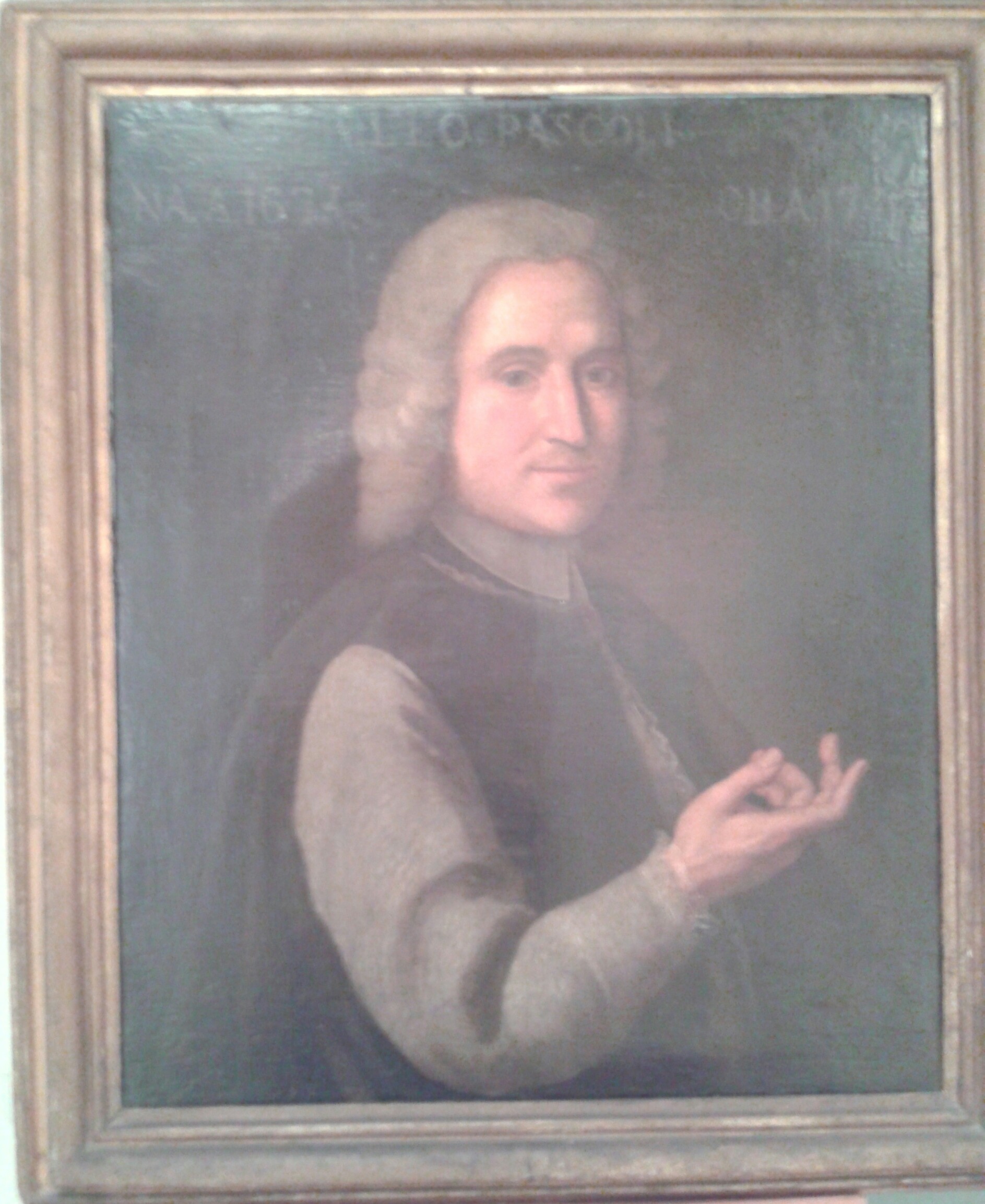
Porträt von Lione Pascoli, Pinacoteca comunale di Deruta

## Leben
Er wurde in Perugia als 4. Sohn von Giandomenico Pascoli und Maria Ippolita Mariottini geboren. Alessandro Pascoli war sein älterer Bruder. Im Alter von 16 Jahren zog er nach Rom, wo er ein Studium des Kirchenrechts und des Zivilrechts absolvierte.
Als Akademiker teilte er seine Arbeit zwischen der Kunstgeschichte und politischer Ökonomie auf. Er läutete die Reihe der Kunsthistoriker des 18. Jahrhunderts ein, indem er das 1730 in Rom erschienene Werk Vite de’ pittori, scultori ed architetti moderni (dt. Lebensläufe moderner Maler, Bildhauer und Architekten) verfasste und uns damit eine wichtige Fundgrube über den römischen Spätbarock hinterließ.
Er verfasste auch Le vite de’ più celebri artisti viventi (dt. Leben der berühmtesten lebenden Künstler), die noch in Originalexemplaren in der Mariotti-Sammlung in Perugia vorhanden sind.
Die Wirtschaftstheorien von Lyons Pascoli befürworteten die Abschaffung der nationalen Steuern, die Erleichterung des freien Exports von landwirtschaftlichen Produkten, das Verbot der Ausfuhr von Rohstoffen und die Einfuhr von Industrieprodukten. Alles in allem eine protektionistische Vision, die nur durch einige Zugeständnisse an den Merkantilismus etwas abgemildert wurde.
Seine Arbeit beeinflusste die von Pius VI., vor allem aber von Peter Leopold von Toskana, später durchgeführten Reformen.
Neben seinen juristischen Interessen hegte er eine große Leidenschaft für die Kunst in seiner Doppelrolle als Sammler und Schriftsteller. Er legte eine reiche Kunstsammlung an, die über dreihundert Werke umfasste, unter denen die so genannten „kleinen Künste“ wie Stillleben, Schlachten und Bambocciade stark vertreten waren.
Infolge zahlreicher Erbschaften wurde die Sammlung zerstückelt. Der letzte erhaltene Kern besteht aus etwa vierzig Bildern, die in der Pinacoteca Comunale von Deruta (PG) aufbewahrt werden.

## Künstler in „Lebensläufe moderner Maler, Bildhauer und Architekten (Bd. I)“
MALER
- Pietro da Cortona (S. 3)
- Andrea Sacchi (S. 15)
- Claude Lorrain (Claudio Gellee) (S. 20)
- Michelangelo Cerquozzi (S. 31)
- Andrea Camassei (S. 38)
- Giovanni Francesco Grimaldi (S. 45)
- Gian Domenico Cerrini (S. 51)
- Gaspard Dughet (S. 57)
- Salvator Rosa (S. 63)
- Luigi Scaramuccia (S. 87)
- Giovan Francesco Romanelli (S. 93)
- Charles Le Brun (p. 105)
- Jacopo Cortesi (S. 112)
- Pier Francesco Mola (S. 122)
- Giacinto Brandi (S. 129)
- Carlo Maratti (S. 134)
- Guillaume Courtois (Guglielmo Cortese) (S. 149)
- Carlo Cignani (S. 155)
- Ciro Ferri (S. 171)
- Pietro Mulier (177)
- Niccolò Berrettoni (S. 185)
- Pietro Francesco Garoli (S. 190)
- Giovanni Battista Gaulli (il Baciccio) (S. 194)
- Giuseppe Bartolomeo Chiari (S. 209)
- Giuseppe Passeri (S. 217)
- Pietro de’ Pietri (S. 223)
- Benedetto Luti (S. 228)

BILDHAUER
- Ercole Ferrata (S. 237)
- Antonio Raggi (S. 248)
- Domenico Guidi (S. 252)
- Melchiorre Cafà (S. 256)
- Camillo Rusconi (S. 259)
- Pierre Legros (S. 271)
- Angelo De Rossi (p. 305)

ARCHITEKTEN
- Galeazzo Alessi (S. 279)
- Giulio Danti (S. 287)
- Francesco Borromini (S. 298)
- Carlo Rainaldi (S. 306)
- Giovanni Antonio De Rossi (S. 316)
- Mattia de Rossi (S. 322)

## Künstler in „Lebensläufe moderner Maler, Bildhauer und Architekten (Bd. II)“
MALER
- Giovanni Battista Calandra (S. 23)
- Bernardino Gagliardi (S. 35)
- Antonino Barbalunga Alberti (S. 46)
- Mario Nuzzi (S. 57)
- Francesco Cozza (S. 65)
- Francesco Lauri (S. 75)
- Pietro del Pò (S. 91)
- Mattia Preti (S. 103)
- Giovanni Angelo Canini (S. 114)
- Giovanni Maria Morandi (S. 126)
- Filippo Lauri (S. 137)
- Lazzaro Baldi (S. 153)
- Carlo Cesi (S. 163)
- Cesare Pronti (S. 176)
- Giovanni Andrea Carlone (S. 188)
- Giuseppe Ghezzi (S. 199)
- Giovanni Bonati (p. 211)
- Giovanni Battista Benaschi (S. 223)
- Luigi Garzi (S. 235)
- Andrea Pozzo (S. 245)
- Giovanni Battista Buoncuore (S. 276)
- Antonio Gherardi (S. 287)
- Ludovico Gimignani (S. 298)
- Giacinto Calandrucci (S. 308)
- Daniel Seiter (S. 317)
- Buonaventura Lamberti (S. 331)
- Carlo Di Voglar (S. 339)
- Christian Reder (S. 349)
- Christian Berentz (S. 357)
- Franz Werner Tamm (S. 368)
- Sebastiano Ricci (S. 378)
- Giovanni Odazzi (S. 386)
- Andrea Procaccini (S. 399)

BILDHAUER
- Francesco Mochi (S. 411)
- Giuliano Finelli (S. 423)
- Andrea Bolgi (S. 436)
- Lazzaro Morelli (S. 445)
- Paolo Naldini (S. 457)
- Giacomo Antonio Fancelli (S. 467)
- Giuseppe Mazzuoli (S. 477)
- Pierre-Étienne Monnot (S. 487)

ARCHITEKTEN
- Carlo Maderno (S. 501)
- Onorio Longhi (S. 510)
- Giovanni Battista Soria (S. 522)
- Giovanni Battista Gisleni (S. 532)
- Carlo Fontana (S. 542)
- Giovanni Battista Contini (S. 551)

## Werke
- Lione Pascoli: Vite de pittori, scultori, ed architetti moderni. Band I. Rossi, Rom 1730 (google.it).
- Lione Pascoli: Vite de pittori, scultori, ed architetti moderni. Band II. Rossi, Rom 1730 (uni-duesseldorf.de).
- Lione Pascoli: Il Tevere Navigato, e Navigabile (dt. Der befahrene und der schiffbare Tiber). Antonio de’ Rossi, Rom 1740 (google.com).